# Телеграфные уравнения
Телегра́фные уравне́ния — пара линейных дифференциальных уравнений, описывающих распределение напряжения и тока по времени и расстоянию в линиях электрической связи. Уравнения были составлены Оливером Хевисайдом, разработавшим в 1880-х годах модель линии электрической связи.
Теория Хевисайда применима к линиям передачи электрического тока всех частот, включая телеграфные, телефонные и более высокочастотные линии, а также силовые линии электропередачи и линии передачи постоянного тока.

## Распределённые параметры

Схематическое изображение элементарных компонентов линии электрической связи

Телеграфные уравнения, как и все другие уравнения, описывающие электрические явления, могут быть сведены к частному случаю уравнений Максвелла. С практической точки зрения предполагается, что проводники состоят из бесконечной цепи четырёхполюсников, каждый из которых представляет собой бесконечно короткий участок линии со следующими параметрами:
- Сопротивление проводников {\displaystyle R} представлено в виде продольного резистора (выражается в ом на единицу длины).
- Индуктивность {\displaystyle L}, учитывающая эффекты самоиндукции и взаимоиндукции от наличия магнитного поля вокруг проводников с током, представлена в виде продольной катушки индуктивности (генри на единицу длины).
- Ёмкость {\displaystyle C} между двумя проводниками представлена в виде поперечного конденсатора (фарад на единицу длины).
- Проводимость диэлектрического материала (изоляции), разделяющего два проводника, {\displaystyle G} представлена в виде поперечного резистора (сименс на единицу длины). В модели этот резистор имеет сопротивление {\displaystyle 1/G} Ом.

Параметры {\displaystyle R} и {\displaystyle L} показаны на рисунке отнесёнными к одному проводнику, но фактически представляют соответствующее суммарное значение, относящееся к обоим проводникам. Распределённые по бесконечной цепи четырёхполюсников параметры {\displaystyle R}, {\displaystyle L}, {\displaystyle C}, {\displaystyle G} называются первичными параметрами линии. Также можно использовать обозначения {\displaystyle R'}, {\displaystyle L'}, {\displaystyle C'}, {\displaystyle G'}, чтобы подчеркнуть, что значения являются производными по координате.

## Уравнения

### Линия без потерь
Когда элементы {\displaystyle R} и {\displaystyle G} малы, их значением можно пренебречь, линия электрической связи при этом считается идеальной. В этом случае модель зависит только от элементов {\displaystyle L} и {\displaystyle C}, мы получаем пару дифференциальных уравнений в частных производных первого порядка, одна функция описывает распределение напряжения {\displaystyle U} вдоль линии, а другая — распределение тока {\displaystyle I}, обе функции зависят от координаты {\displaystyle x} и времени {\displaystyle t}:
{\displaystyle {\frac {\partial }{\partial x}}U(x,t)=-L{\frac {\partial }{\partial t}}I(x,t),}
{\displaystyle {\frac {\partial }{\partial x}}I(x,t)=-C{\frac {\partial }{\partial t}}U(x,t).}
Эти уравнения можно совместить для получения двух отдельных волновых уравнений:
{\displaystyle {\frac {\partial ^{2}}{{\partial t}^{2}}}U={\frac {1}{LC}}{\frac {\partial ^{2}}{{\partial x}^{2}}}U,}
{\displaystyle {\frac {\partial ^{2}}{{\partial t}^{2}}}I={\frac {1}{LC}}{\frac {\partial ^{2}}{{\partial x}^{2}}}I.}
В гармоническом случае (считая, что волна синусоидальная) {\displaystyle E=E_{0}\cdot e^{-j\omega ({\frac {x}{c}}-t)}}, уравнения упрощаются до
{\displaystyle {\frac {\partial ^{2}U(x)}{\partial x^{2}}}+\omega ^{2}LC\cdot U(x)=0,}
{\displaystyle {\frac {\partial ^{2}I(x)}{\partial x^{2}}}+\omega ^{2}LC\cdot I(x)=0,}
где {\displaystyle \omega } — частота стационарной волны.
Если линия является бесконечно длинной или оканчивается характеристическим комплексным сопротивлением, уравнения показывают присутствие волны, распространяющейся со скоростью {\displaystyle v=1/{\sqrt {LC}}}.
Такая скорость распространения применима к волновым явлениям и не учитывает дрейфовую скорость электрона. Другими словами, электрический импульс распространяется со скоростью, очень близкой к скорости света, несмотря на то, что сами электроны перемещаются со скоростью всего несколько сантиметров в секунду. Можно показать, что эта скорость в коаксиальной линии, сделанной из идеальных проводников, разделенных вакуумом, равна скорости света.

### Линия с потерями
Когда элементами {\displaystyle R} и {\displaystyle G} нельзя пренебречь, первоначальные дифференциальные уравнения, описывающие элементарный участок, принимают вид:
{\displaystyle {\frac {\partial }{\partial x}}U(x,t)=-L{\frac {\partial }{\partial t}}I(x,t)-RI(x,t),}
{\displaystyle {\frac {\partial }{\partial x}}I(x,t)=-C{\frac {\partial }{\partial t}}U(x,t)-GU(x,t).}
Дифференцируя первое уравнение по {\displaystyle x} и второе по {\displaystyle t}, после проведения некоторых алгебраических преобразований, мы получим пару гиперболических дифференциальных уравнений в частных производных, каждое из которых содержит по одной неизвестной:
{\displaystyle {\frac {\partial ^{2}}{{\partial x}^{2}}}U=LC{\frac {\partial ^{2}}{{\partial t}^{2}}}U+(RC+GL){\frac {\partial }{\partial t}}U+GRU,}
{\displaystyle {\frac {\partial ^{2}}{{\partial x}^{2}}}I=LC{\frac {\partial ^{2}}{{\partial t}^{2}}}I+(RC+GL){\frac {\partial }{\partial t}}I+GRI.}
Если потери линии малы (малые {\displaystyle R} и {\displaystyle G=0}), сигнал будет затухать с увеличением расстояния как {\displaystyle e^{-\alpha x}}, где {\displaystyle \alpha =R/(2Z_{0})}.
Эти уравнения похожи на уравнение однородной волны с дополнительными условиями над {\displaystyle U} и {\displaystyle I} и их первыми производными. Дополнительные условия вызывают затухание и рассеяние сигнала в течение времени и с увеличением расстояния.

### Направление распространения сигнала
Волновые уравнения, описанные выше, учитывают, что распространение волны может быть прямым и обратным. Учитывая упрощение линии без потерь (полагая {\displaystyle R=0} и {\displaystyle G=0}), решение может быть представлено в виде
{\displaystyle U(x,t)=f_{1}(\omega t-kx)+f_{2}(\omega t+kx),}
где:
{\displaystyle k=\omega {\sqrt {LC}}=\omega /v,}
{\displaystyle k} называется волновым числом и измеряется в радианах на метр,
{\displaystyle \omega } — угловая частота (в радианах в секунду),
{\displaystyle f_{1}} и {\displaystyle f_{2}} могут быть любыми функциями, и
{\displaystyle v=1/{\sqrt {LC}}} — скорость распространения волны (или фазовая скорость).
{\displaystyle f_{1}} представляет волну, идущую в положительном направлении оси {\displaystyle x} (слева направо), {\displaystyle f_{2}} представляет волну, идущую справа налево. Можно заметить, что мгновенное значение напряжения в любой точке {\displaystyle x} линии является суммой напряжений, вызванных обеими волнами.
Так как зависимость между током {\displaystyle I} и напряжением {\displaystyle U} описывается телеграфными уравнениями, можно записать:
{\displaystyle I(x,t)={\frac {f_{1}(\omega t-kx)}{Z_{0}}}-{\frac {f_{2}(\omega t+kx)}{Z_{0}}},}
где {\displaystyle Z_{0}} — волновое сопротивление линии передачи, которое для линии без потерь можно найти как
{\displaystyle Z_{0}={\sqrt {\frac {L}{C}}}.}

### Решение телеграфных уравнений
Решение телеграфных уравнений есть, например, на с. 348 в примере 80 (плюс решение примера 79 на с. 347—348) в книге.